# Милорад Павловић
Милорад Павловић — Крпа (Београд, 4. октобар 1865 — Београд, 29. јануар 1957) је био српски професор, публициста, преводилац, уредник Народне одбране, национални радник. Надимак је стекао тако што је уз гимназију изучио обућарски занат и "крпио" обућу.

## Галерија
- Биста Павловића рад Јана Коњарека 1910.